# SELEX Galileo
SELEX Galileo S.p.A. era un'azienda italiana del gruppo Finmeccanica attiva nel settore dell'elettronica per la difesa e per lo spazio, specializzata nella produzione di sistemi elettro-ottici, sistemi integrati per le missioni, radar, avionica. La società aveva sede legale a Campi Bisenzio.
Nel 2001, a seguito di cambiamenti negli assetti proprietari, le Officine Galileo hanno cambiato la loro denominazione in "Galileo Avionica". Il presidente della nuova sociètà era Steve Mogford, l'Amministratore Delegato e Direttore Generale Fabrizio Giulianini.
Dal 2010 aveva assunto la nuova denominazione SELEX Galileo S.p.A.. Il nuovo presidente era Remo Pertica mentre Fabrizio Giulianini ne era il CEO.
SELEX Galileo era una delle principali aziende italiane nel settore avionico globale. Progettava e produceva sistemi avionici ed elettro-ottici, strumentazioni spaziali per piattaforme e satelliti, radar avionici e radio-bersagli. Sviluppava e produceva velivoli tattici senza pilota e simulatori di volo. SELEX Galileo partecipava a tutti i principali programmi aeronautici di cooperazione europei (Eurofighter, NH90, AW101).
SELEX Galileo era strutturata in diverse Linee di Business, ognuna delle quali gestiva attività in Italia, in Gran Bretagna ed in USA. Nei settori della strumentazione ottica per usi militari e delle tecnologie dello spazio, l'azienda era una delle più importanti del panorama nazionale ed internazionale, ed alcuni dei suoi strumenti si trovano a bordo della sonda spaziale Mars Express, lanciata il 2 giugno 2003 dall'Agenzia Spaziale Europea.
Dal 1º gennaio 2013 SELEX Galileo è confluita, assieme a Selex Elsag e Selex Sistemi Integrati nella nuova società di Finmeccanica Selex ES.